# Dustforce
Dustforce — игра-платформер, разработанная и выпущенная студией Hitbox Team. Игра была выпущена в январе 2012 года на платформе Microsoft Windows (доступна в Steam) под названием Dustforce DX, в мае 2012 года вышла версия для Mac OS X, а в апреле 2014 года — для Xbox 360.
Игровой процесс Dustforce базируется на акробатических трюках. Играя за одного из четырёх героев-уборщиков, игрок пытается как можно быстрее очистить уровень от грязи. Итоги прохождения оцениваются в зависимости от затраченного времени, количества убранного мусора и непрерывности прохождения (игрок не должен прервать очистку больше, чем на несколько секунд, получить удар от противника или погибнуть). Для открытия новых уровней используется система «ключей», выдающихся за успешное прохождение уже открытых уровней.

## Игровой процесс
Игра Dustforce является платформером, использующим схожую концепцию, с такими играми как Super Meat Boy, и N+, в которых быстрая реакция и точность действий являются необходимыми для прохождения игры. Действие Dustforce разворачивается в мире, где грязь и пыль буквально «заразили» собой живых существ и предметы интерьера. Основная локация предоставляет доступ к более чем пятидесяти уровням, однако большая часть из них недоступна на момент начала игры и открывается «ключами», выдаваемыми за успешное прохождение открытых уровней.
На каждом уровне игрок должен довести персонажа до конца, используя акробатические приёмы. Персонаж автоматически вычищает поверхности — стены, пол и потолок — достаточно лишь коснуться их или ударить по ним метлой. Кроме того требуется очистить заражённых грязью живых существ, обитающих на уровне. Для каждого из четырёх «миров», на которые делится игра, эти существа уникальны: в лесу — звери, в лаборатории — подопытные мыши и учёные, в замке — привидения, статуи и прислуга, в городе — мусорные баки, колёса и строители. Для прохождения уровня необходимо лишь очистить последнего врага, находящегося в определённой точке, нет необходимости полностью вычищать весь уровень, однако награда напрямую зависит от качества работы.
Оценка качества прохождения уровня складывается из двух элементов: уровень очистки и уровень комбо. Для получения максимального рейтинга — SS — необходимо полностью очистить уровень (включая всех живых существ) и ни разу не прервать комбо. Комбо прерывается в следующих случаях: персонаж упал в пропасть, напоролся на шипы и другие смертельные препятствия, получил удар от «заражённого» обитателя уровня, либо задержал переход от одного загрязнённого участка до другого больше, чем на 5 секунд.

### Персонажи
Игрок может выбрать одного из четырёх персонажей, все они имеют сходные умения, но отличаются в динамике.
Dustman
Главный герой игры, уборщик в синем костюме с метлой. Обладает хорошо сбалансированной динамикой.
Dustgirl
Девушка в красном костюме со шваброй. В целом обладает похожей на Dustman динамикой, но чуть большей инерцией: девушка быстрее падает и имеет более короткую дистанцию рывка.
Dustkid
Девочка в пурпурном с помпонами. Обладает уникальной динамикой: может выполнять двойной прыжок или рывок в воздухе, но каждый отдельный прыжок втрое ниже, чем у Dustman. Таким образом высота тройного прыжка полностью идентична высоте двойного у Dustman. Dustkid легче контролировать в воздухе, но расстояние атаки Dustkid существенно меньше, но гораздо быстрее, чем у других персонажей.
Dustworth
Старик в зелёной одежде с пылесосом. Имеет забавную анимацию передвижения по потолку: использует трубу пылесоса, чтобы «присосаться» к нему. Обладает очень высоким прыжком и большим расстоянием атаки. Эти преимущества компенсируются медлительностью персонажа и трудностью контролирования в воздухе.

## Разработка
Первоначально игра была сделана с помощью конструктора Game Maker и была представлена на третьем конкурсе независимых разработчиков компьютерных игр, проводимый порталом IndiePub, в котором заняла первое место и получила главный приз — $100000. Разработка игры заняла два года. После этого была сделана версия с собственным движком, для издательства в Steam.

### Обновления
1 мая 2012 года одновременно с выходом версии игры для Mac OS X были проведены изменения системы оценок. Ранее ключ от следующего уровня выдавался только за прохождение с рейтингом SS, теперь для получения ключа необходимо набрать суммарно определённое количество баллов, при этом каждый более низкий уровень рейтинга (A→B→C→D) даёт меньшее количество баллов, чем S. Такая система позволяет игрокам открыть большее количество уровней, поскольку не требует идеального прохождения, но для открытия всех уровней по-прежнему требуется пройти все уровни с рейтингом SS.

### Редактор уровней
Вместе с майским обновлением 2012 года игрокам стал доступен и редактор уровней, а также веб-сайт, на котором игроки могут делиться друг с другом созданными уровнями и оценивать их. Редактор позволяет создавать более продвинутые уровни, чем поставляются с игрой, с применением скриптов, реализующих динамические эффекты смены дня и ночи, дополнительных фоновых элементов (в том числе анимированных, например, водопада), телепортацию между различными участками уровня и так далее.

## Отзывы и продажи
| Сводный рейтинг | Сводный рейтинг | Сводный рейтинг | Сводный рейтинг |
| Издание         | Оценка          | Оценка          | Оценка          |
| Издание         | PC              | PS3             | PS Vita         |
| --------------- | --------------- | --------------- | --------------- |
| GameRankings    | 80,94 %         | 69,88 %         | 70,50 %         |

Летом 2018 года, благодаря уязвимости в защите Steam Web API, стало известно, что точное количество пользователей сервиса Steam, которые играли в игру хотя бы один раз, составляет 2 490 746 человек.